# Reda Abdel-Aal
Reda Abdel-Aal (ar. رضا عبد العال; ur. 15 marca 1965 w Gizie) – egipski piłkarz grający na pozycji ofensywnego pomocnika. W swojej karierze rozegrał 26 meczów i strzelił 1 gola w reprezentacji Egiptu.

## Kariera klubowa
Swoją karierę piłkarską Abdel-Aal rozpoczął w klubie Zamalek SC. W sezonie 1987/1988 zadebiutował w jego barwach w egipskiej pierwszej lidze. W Zamaleku grał do 1993 roku. Z klubem tym wywalczył trzy mistrzostwa Egiptu w sezonach 1987/1988, 1991/1992 i 1992/1993, a także zdobył Puchar Egiptu w sezonie 1987/1988 i Puchar Mistrzów w 1993 roku.
Latem 1993 odszedł do Al-Ahly Kair. W latach 1994–1998 wywalczył pięć tytułów mistrza Egiptu z rzędu. W sezonie 1995/1996 zdobył też Puchar Egiptu. W 1998 roku odszedł do El Qanah FC, w którym w 1999 roku zakończył karierę.

## Kariera reprezentacyjna
W reprezentacji Egiptu Abdel-Aal zadebiutował 18 grudnia 1988 w przegranym 1:2 towarzyskim meczu z Zambią, rozegranym w Lusace. W 1994 roku został powołany do kadry na Puchar Narodów Afryki 1994. Na tym turnieju rozegrał dwa spotkania: grupowe z Gabonem (4:0) i z Nigerią (0:0). Od 1988 do 1995 rozegrał w kadrze narodowej 26 meczów i strzelił 1 gola.